# Artūrs Karašausks
Artūrs Karašausks (Riga, 29 de enero de 1992) es un futbolista letón que juega de delantero en el F. K. Liepāja de la Virslīga.

## Selección nacional
Ha sido internacional con la selección de fútbol de Letonia, con la que ha jugado 25 partidos.

## Clubes
| Club                           | País       | Año       |
| ------------------------------ | ---------- | --------- |
| JFK Olimps/RFS                 | Letonia    | 2008-2009 |
| Skonto Riga                    | Letonia    | 2010-2016 |
| Dnipro Dnipropetrovsk (cedido) | Ucrania    | 2010      |
| FB Gulbene (cedido)            | Letonia    | 2012      |
| Rubin Kazán (cedido)           | Rusia      | 2014      |
| Piast Gliwice (cedido)         | Polonia    | 2015-2016 |
| F. C. Wil                      | Suiza      | 2016-2017 |
| F. K. Liepāja                  | Letonia    | 2017-2018 |
| F. C. Akzhayik                 | Kazajistán | 2018      |
| F. K. RFS                      | Letonia    | 2019      |
| Pafos F. C.                    | Chipre     | 2019-2020 |
| Riga F. C. (cedido)            | Letonia    | 2019      |
| F. K. Liepāja                  | Letonia    | 2020-2021 |
| Ethnikos Achnas                | Chipre     | 2021-2022 |
| F. K. Liepāja                  | Letonia    | 2022      |
| Krasava Ypsonas                | Chipre     | 2022-2024 |
| F. K. Liepāja                  | Letonia    | 2024      |
| Visakha F. C.                  | Camboya    | 2025      |
| F. K. Liepāja                  | Letonia    | 2025-     |

## Palmarés

### Títulos nacionales
| Título          | Club          | País    | Año  |
| --------------- | ------------- | ------- | ---- |
| Virslīga        | Skonto Riga   | Letonia | 2010 |
| Copa de Letonia | F. K. Liepāja | Letonia | 2017 |
| Virslīga        | Riga F. C.    | Letonia | 2019 |
| Copa de Letonia | F. K. Liepāja | Letonia | 2020 |